# 대한민국 민법 제1114조
대한민국 민법 제1114조는 산입될 증여에 대한 민법 상속법 조문이다. 1977년 12월 31일에 신설되었다. 

## 조문
제1114조(산입될 증여) 증여는 상속개시전의 1년간에 행한 것에 한하여 제1113조의 규정에 의하여 그 가액을 산정한다. 당사자 쌍방이 유류분권리자에 손해를 가할 것을 알고 증여를 한 때에는 1년전에 한 것도 같다.]

第1114條(算入될 贈與) 贈與는 相續開始전의 1年間에 행한 것에 限하여 第1113條의 規定에 의하여 그 價額을 算定한다. 當事者 雙方이 遺留分權利者에 損害를 加할 것을 알고 贈與를 한 때에는 1年전에 한 것도 같다.[本條新設 1977.12.31.]

## 비교 조문
일본민법 제1030조 증여는 상속개시 전의 1년간 한 것에 한하여 전조의 규정에 의하여 그 가액을 산입한다. 당사자 쌍방이 유류권리자에게 손해를 가한다는 것을 알고 증여를 한 때에는 1년 전의 날보다 전에 한 것에 관하여도 같다.

## 참고 문헌
- 오현수, 일본민법, 진원사, 2014. ISBN 978-89-6346-345-2
- 오세경, 대법전, 법전출판사, 2014 ISBN 978-89-262-1027-7
- 이준현, LOGOS 민법 조문판례집, 미래가치, 2015. ISBN 979-1-155-02086-9
- 이은정. (2024). 특별수익과 유류분 - 민법 제1008조, 제1114조의 입법론을 중심으로 -. 법학연구, 74, 73-119. 10.56544/JBLR.2024.05.74.73